# Molineux Stadium
Il Molineux Stadium è uno stadio calcistico inglese situato in Whitmore Reans, Wolverhampton. È lo stadio del Wolverhampton Wanderers Football Club sin dal 1889, uno dei primi impianti internazionali in cui sono stati installati riflettori per giocare partite in notturna oltreché tra i primi a ospitare gare della Coppa dei Campioni negli anni cinquanta.
Anche prima del grande rinnovamento degli anni novanta, il Molineux fu uno dei più grandi e moderni stadi in Inghilterra. Lo stadio ha ospitato partite della Nazionale inglese e la finale della Coppa UEFA 1972.
Attualmente lo stadio ha una capacità di 32.050 posti, sebbene il record di presenze al Molineux sia di 61.315. Il Wolverhampton ha annunciato nel maggio 2010 di ricostruire due parti dello stadio per la stagione 2014-15 per incrementare la capacità fino ad arrivare a 36.000 posti. La prima parte del progetto è partita nell'estate 2011. Ci sono anche provvisori piani futuri di aumentare ancora il numero dei posti disponibili fino a 50.000 ricostruendo tutte le tribune.

## Stadio
Lo stadio è situato a poche centinaia di metri a nord dal centro della città di Wolverhampton.
È formato da quattro tribune dedicate rispettivamente a Steve Bull, Jack Harris, Stan Cullis e Billy Wright.
Ha una capacità di 31.700 posti a sedere. L'attuale design dello stadio è stato realizzato nei primi anni novanta quando è stato completamente ristrutturato.
In precedenza lo stadio conteneva più di 60.000 posti a sedere. Il record di presenze è stato ottenuto l'11 febbraio 1939, nel match Wolverhampton-Liverpool valido per la First Division.
Il Molineux ha ospitato alcune partite della Nazionale inglese. Nel 1891 ci fu il primo match, Inghilterra - Irlanda 6–1. Seguirono Inghilterra - Irlanda 4–0 nel 1903, Inghilterra - Galles 1–2 nel 1936 e l'ultima valida per le qualificazioni del Mondiale 1958, Inghilterra - Danimarca 5–2.
Il 24 giugno 2003 il Molineux ospitò un concerto di Bon Jovi davanti a 34.000 persone.

## Storia

### Origini
Il nome Molineux ebbe origine da Benjamin Molineux, un mercante locale che nel 1744 comprò un appezzamento di terreno sul quale costruì la Molineux House proprio dove un giorno sarebbe stato costruito lo stadio.
La struttura venne acquistata nel 1860 da O.E. McGregor, che convertì il luogo in un parco aperto al pubblico. Molineux Ground, così chiamato, aveva una vasta gamma di servizi come una pista da pattinaggio su ghiaccio, un circuito ciclistico, un lago su cui andare in barca e un campo da calcio.
Il suolo fu venduto al Northampton Brewery nel 1889, che lo affittò al Wolverhampton FC che lo usò come sede permanente. Dopo aver ristrutturato il sito, il primo match del campionato fu giocato nel settembre 1889, quando la squadra di casa vinse per 2-0 contro il Notts County davanti ad un pubblico di 4.000 persone.
Il club acquistò il terreno nel 1923 per £5.607 e costruì un'ampia tribuna dalla parte di Waterloo Road. Nel 1932 il Wolverhampton costruì anche la tribuna su Molineux Street, completando quindi lo stadio con tutte e quattro le tribune e aggiungendo, due anni dopo, il tetto per coprirle.
Nel 1953, il club, al costo di circa £10.000, divenne uno dei primi al mondo ad installare i riflettori per giocare le partite notturne. Il primo match in notturna si giocò nel settembre 1953, Wolverhampton - Sudafrica 3–1, in seguito il Molineux ospitò una serie di amichevoli infrasettimanali contro club di tutto il mondo. Con la nascita del calcio a livello europeo questi match aumentarono notevolmente il prestigio del club, che acquisì sempre più interesse e molti fans. Nel 1957 vennero installati nuovi riflettori, così lo stadio era finalmente pronto per ospitare il suo primo match in Coppa dei Campioni.

### Ristrutturazioni e declino
La tribuna Molineux Street fu bocciata dagli standard del Safety of Sport Grounds Act. del 1975. Il club progettò così una nuova tribuna, da costruire dietro la struttura già esistente ed edificata sul terreno che aveva visto la demolizione delle abitazioni. La nuova tribuna ha una capacità di 9.500 persone. Una volta ultimata, gli spalti di fronte furono demoliti. La nuova tribuna, chiamata John Ireland Stand in onore del presidente, è stata aperta nell'Agosto 1979 nel match di First Division contro il Liverpool.
Il campo non fu spostato dopo la costruzione della tribuna, perciò la tribuna rimase lontana circa 100 piedi dal bordo campo. Il progetto per avvicinare la tribuna costò £10 milioni ed è ancora oggi uno dei più costosi lavori mai eseguiti per un campo di calcio. Questo progetto gettò il Wolverhampton in una forte crisi finanziaria e riuscirono ad evitare il fallimento nel 1982, quando il club fu acquistato da Derek Dougan. Al tempo il Wolverhampton militava in Fourth Division e solo le John Ireland Stand e South Bank terrace erano i settori disponibili nello stadio, dopo che furono emanate nuove leggi di sicurezza a seguito dell'incendio nello stadio del Bradford City che forzarono la chiusura del North Bank e la Waterloo Road Stand.
La pericolosa situazione finanziaria del club fece cadere in rovina lo stadio. Il club venne salvato nell'agosto 1986 quando il Consiglio di Wolverhampton comprò il campo per £1,12 milioni.

### Lo stadio ai nostri giorni
L'acquisizione del club e dello stadio da Sir Jack Hayward nel 1990 ha aperto la strada ad una ristrutturazione che permette al club la partecipazione in Division One e Premier League dalla stagione 1993-94.
La North Bank venne demolita nell'ottobre 1991 e, nell'estate successiva, venne completata la nuova Stan Cullis Stand, in tempo per la stagione 1992-93 dove il Wolverhampton gioca in First Division.
Successivamente venne la demolizione della Waterloo Road Stand, con la costruzione della Billy Wright Stand aperta nell'agosto 1993. L'ultima fase della ristrutturazione arrivò nel dicembre 1993, quando la nuova Jack Harris Stand fu aperta al posto della vecchia South Bank.
Lo stadio completamente rinnovato fu ufficialmente aperto il 7 dicembre 1993, in un'amichevole contro l'Honvéd, la squadra ungherese che aveva già giocato al Molineux Stadium in una delle prime amichevoli notturne.
Nel 2003 la John Ireland Stand venne rinominata Steve Bull Stand in onore del più grande bomber del club, e allo stesso tempo l'angolo sudovest del campo è stato riempito con 900 posti a sedere temporanei, conosciuti come la Graham Hughes Stand, che, fino alla rimozione nell'estate 2006, incrementò la capacità del Molineux Stadium fino a 29.400. Questo incremento si verificò quando il club conquistò la promozione in Premier League e si ottenne il nuovo record dello stadio restaurato con un pubblico di 29.396 persone il 17 gennaio 2004, quando il Wolverhampton sconfisse il Manchester United per 1-0.
Questa area, chiamata ufficialmente Wolves Community Trust Stand, fu nuovamente aggiunta da quando il club fece ritorno in Premier League nel 2009, che aumentò la capacità a 29.195 prima che il club iniziò i lavori dello stadio nell'estate 2011.
Attualmente il club sta svolgendo dei lavori per incrementare la capacità dello stadio fino a 36.000 posti a sedere entro la stagione 2014-15. Questo grazie alla costruzione di un anello superiore sulla tribuna dedicata a Steve Bull. Ci sono inoltre progetti riguardanti un ulteriore incremento della capacità del Molineux Stadium fino a 50.000 posti.

## Incontri Internazionali

### Finale di Coppa UEFA
- Wolverhampton 1-2  Tottenham - (andata, 3 maggio 1972).